# Zlatan Ljubijankić
Zlatan Ljubijankić (phát âm tiếng Slovene: [ˈzlatan ljubiˈjaŋkitʃ]; phát âm tiếng Serbia-Croatia: [zlǎtan ʎubǐjaŋkitɕ]; sinh ngày 15 tháng 12 năm 1983) là một cầu thủ bóng đá người Slovenia thi đấu ở vị trí tiền đạo cho đội bóng ở  J. League Division 1 Urawa Red Diamonds.

## Sự nghiệp quốc tế
Ljubijankić là thành viên của Đội tuyển bóng đá quốc gia Slovenia từ năm 2006 đến năm 2015. Anh ghi một trong ba bàn thắng của Slovenia tại Giải bóng đá vô địch thế giới 2010, trước Hoa Kỳ trong trận hòa 2–2.

## Thống kê sự nghiệp
Cập nhật ngày 4 tháng 4 năm 2018.
| Câu lạc bộ          | Mùa giải            | Giải vô địch | Giải vô địch | Cúp     | Cúp       | Cúp Liên đoàn | Cúp Liên đoàn | Châu lục | Châu lục  | Khác1   | Khác1     | Tổng    | Tổng      |
| Câu lạc bộ          | Mùa giải            | Số trận      | Bàn thắng    | Số trận | Bàn thắng | Số trận       | Bàn thắng     | Số trận  | Bàn thắng | Số trận | Bàn thắng | Số trận | Bàn thắng |
| ------------------- | ------------------- | ------------ | ------------ | ------- | --------- | ------------- | ------------- | -------- | --------- | ------- | --------- | ------- | --------- |
| Domžale             | 2002–03             | 22           | 5            | 2       | 0         | —             | —             | —        | —         | —       | —         | 24      | 5         |
| Domžale             | 2003–04             | 29           | 3            | 1       | 0         | —             | —             | —        | —         | —       | —         | 30      | 3         |
| Domžale             | 2004–05             | 29           | 6            | 2       | 1         | —             | —             | —        | —         | —       | —         | 31      | 7         |
| Domžale             | 2005–06             | 30           | 9            | 2       | 0         | —             | —             | 5        | 0         | —       | —         | 37      | 9         |
| Domžale             | 2006–07             | 27           | 10           | 0       | 0         | —             | —             | 3        | 4         | —       | —         | 30      | 14        |
| Domžale             | 2007–08             | 18           | 7            | 2       | 5         | —             | —             | 4        | 2         | 1       | 0         | 25      | 14        |
| Gent                | 2007–08             | 7            | 0            | 2       | 1         | —             | —             | —        | —         | —       | —         | 9       | 1         |
| Gent                | 2008–09             | 22           | 8            | 3       | 1         | —             | —             | 1        | 0         | —       | —         | 26      | 9         |
| Gent                | 2009–10             | 32           | 5            | 3       | 1         | —             | —             | 4        | 0         | —       | —         | 39      | 6         |
| Gent                | 2010–11             | 34           | 6            | 6       | 1         | —             | —             | 9        | 0         | —       | —         | 49      | 7         |
| Gent                | 2011–12             | 30           | 8            | 2       | 0         | —             | —             | —        | —         | 2       | 0         | 34      | 8         |
| Omiya Ardija        | 2012                | 12           | 4            | 1       | 1         | 0             | 0             | —        | —         | —       | —         | 13      | 5         |
| Omiya Ardija        | 2013                | 27           | 6            | 0       | 0         | 2             | 1             | —        | —         | —       | —         | 29      | 7         |
| Omiya Ardija        | 2014                | 32           | 7            | 1       | 2         | 1             | 0             | —        | —         | —       | —         | 34      | 9         |
| Urawa Red Diamonds  | 2015                | 29           | 8            | 3       | 0         | 0             | 0             | 3        | 1         | 2       | 1         | 37      | 10        |
| Urawa Red Diamonds  | 2016                | 26           | 4            | 1       | 0         | 5             | 1             | 8        | 1         | 2       | 0         | 42      | 6         |
| Urawa Red Diamonds  | 2017                | 21           | 2            | 3       | 3         | 0             | 0             | 12       | 2         | 4       | 0         | 40      | 7         |
| Urawa Red Diamonds  | 2018                | 4            | 1            | 0       | 0         | 3             | 0             | —        | —         | —       | —         | 7       | 1         |
| Tổng cộng sự nghiệp | Tổng cộng sự nghiệp | 431          | 99           | 34      | 16        | 11            | 2             | 49       | 10        | 11      | 1         | 536     | 128       |

1Bao gồm the UEFA Europa League qualification rounds, Siêu cúp bóng đá Slovenia, Siêu cúp Nhật Bản, J. League Championship, Giải bóng đá vô địch Suruga Bank, và Giải bóng đá Cúp câu lạc bộ thế giới.

## Danh hiệu

### Câu lạc bộ
Domžale
- Slovenian First League: 2006–07
- Siêu cúp bóng đá Slovenia: 2007

Gent
- Cúp bóng đá Bỉ: 2010

Urawa Red Diamonds
- J1 League First Stage: 2015
- J.League Cup: 2016
- Giải bóng đá vô địch Suruga Bank: 2017
- Giải vô địch bóng đá các câu lạc bộ châu Á: 2017

### Cá nhân
- J. League Division 1 Player of the Month: 2013 (April)[6]

## Bàn thắng quốc tế
Scores and results list Slovenia's goal tally first.
| #  | Ngày                 | Địa điểm                                       | Đối thủ     | Tỉ số | Kết quả | Giải đấu                                         |
| -- | -------------------- | ---------------------------------------------- | ----------- | ----- | ------- | ------------------------------------------------ |
| 1. | 28 tháng 2 năm 2006  | GSZ Stadium, Larnaka, Síp                      | Síp         | 1–0   | 1–0     | Giao hữu                                         |
| 2. | 11 tháng 10 năm 2008 | Ljudski vrt, Maribor, Slovenia                 | Bắc Ireland | 2–0   | 2–0     | Giải bóng đá vô địch thế giới 2010 qualification |
| 3. | 12 tháng 8 năm 2009  | Ljudski vrt, Maribor, Slovenia                 | San Marino  | 5–0   | 5–0     | Giải bóng đá vô địch thế giới 2010 qualification |
| 4. | 5 tháng 9 năm 2009   | Wembley, London, Anh                           | Anh         | 1–2   | 1–2     | Giao hữu                                         |
| 5. | 18 tháng 6 năm 2010  | Sân vận động Ellis Park, Johannesburg, Nam Phi | Hoa Kỳ      | 2–0   | 2–2     | Giải bóng đá vô địch thế giới 2010               |
| 6. | 11 tháng 8 năm 2010  | Stožice, Ljubljana, Slovenia                   | Úc          | 2–0   | 2–0     | Giao hữu                                         |